# Groeberiidae
Los groeberíidos (Groeberiidae) son una familia extinta de mamíferos gondwanaterios. Vivieron en Sudamérica del Eoceno Superior al Oligoceno Inferior.

## Historia
La especie tipo, Groeberia minoprioi, fue descrita por primera vez en 1952 por Bryan Patterson. Su espécimen tipo, MMP 738, se compone de una sínfisis mandibular, incisivos y cuatro molares rotos. Una segunda especie dentro de este género, Groeberia pattersoni, fue descrita por G. G. Simpson en 1970, y es conocida de al menos dos especímenes. Ambas provienen de los depósitos de la Formación Divisadero Largo, los cuales datan del Eoceno.
Flynn y Wyss en 1999 describió a la especie del Oligoceno Klohnia charrieri, y Goin y colaboradores en 2010 añadirían a los taxones Klohnia major, Epiklohnia verticalis y Praedens aberrans, todos los cuales también data de esa época.
Posteriormente, Chimento et al. en 2013 reexaminaron a Groeberia y concluyeron que tiene afinidades evolutivas con los aloterios. Los otros taxones miembros del grupo no fueron incluidos en este examen por razones sin especificar, lo que implica que su estatus como parte de este clado es desconocido.

## Clasificación

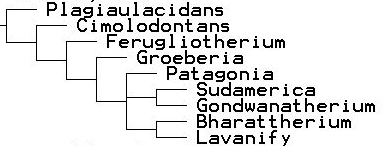
Cladograma de Gondwanatheria según Chimento et al., 2015.

Durante mucho tiempo, se consideró que los groebéridos eran marsupiales paucituberculados. Aunque estos actualmente solo son representados por los ratones runchos, a lo largo del Cenozoico los paucituberculados incluyeron especies similares a roedores, lo que hacía esta clasificación razonable. Sin embargo, esta asignación era como mucho provisoria, ya que al ser comparados con otros paucituberculados los groebéridos eran muy diferentes. Algunos otros investigadores difirieron al respecto, incluyendo a Simpson y Wyss en 1999, los cuales consideraron que estos animales eran marsupiales diprotodontes, y Pascual en 1994 y Simpson en 1970, quienes concluyeron que eran Metatheria incertae sedis (de clasificación incierta), ideas que fueron a su vez cuestionadas.
Posteriormente, Groeberia fue reclasificado como un multituberculado gondwanaterio, un grupo en el cual sus características "aberrantes" resultaron siendo bastante típicas. Dentro de Gondwanatheria, este se situaría en una posición bastante basal, diferenciándose antes que los diversos sudamerícidos pero posteriormente a Ferugliotherium.
Como se mencionó antes, los otros groebéridos no fueron incluidos en ese análisis; si en realidad eran gondwanaterios o paucituberculados es algo que aún está por determinarse.
Mucho antes de esta reclasificación, Malcolm McKenna expresó sus dudas acerca de la identidad marsupial para los groebéridos, afirmando que considerarlos como metaterios era "un acto de fe".

## Géneros y especies

### GéneroGroeberia
- Autor: Patterson, 1952
- Observaciones:
- Especies:
  - G. minopriori (especie tipo)
    - Autor: Patterson, 1952
    - Datos fósiles: Eoceno superior;  Argentina

  - A. pattersoni
    - Autor: Simpson, 1970
    - Datos fósiles: Eoceno superior;  Argentina

### GéneroKlohnia
- Autor: Flynn & Wyss, 1999
- Observaciones:
- Especies:
  - K. charrieri (especie tipo)
    - Autor: Flynn & Wyss, 1999
    - Datos fósiles: Oligoceno temprano;  Chile

  - K. major
    - Autor: Goin et al., 2010
    - Datos fósiles: Oligoceno temprano;  Argentina

### GéneroEpiklohnia
- Autor: Goin et al., 2010
- Observaciones:
- Especies:
  - E. verticalis
    - Autor: Goin et al., 2010
    - Datos fósiles: Oligoceno temprano;  Argentina

### GéneroPraedens
- Autor: Goin et al., 2010
- Observaciones:
- Especies:
  - P. aberrans
    - Autor: Goin et al., 2010
    - Datos fósiles: Oligoceno temprano;  Argentina